# Greg Heffley
Gregory Heffley, detto Greg, è un personaggio letterario e cinematografico statunitense, ideato da Jeff Kinney, protagonista della saga di Diario di una schiappa. Nei primi tre film della serie è interpretato da Zachary Gordon, mentre nel quarto da Jason Drucker.

## Biografia
Gregory Heffley è un ragazzino di 11 anni pigro, abitudinario, un po' egoista e a volte anche cattivo e disonesto che rifiuta sempre di assumersi le proprie responsabilità e di ammettere i suoi errori; alcuni fan della serie hanno addirittura teorizzato che Greg sia un vero e proprio sociopatico. A volte, nei libri, si vede che ha dei veri e propri pensieri da pazzo (come nell'undicesimo libro dove si convince che il mondo giri intorno a lui). Tutti i piani da lui ideati per guadagnare popolarità a scuola ed ingraziarsi le ragazze sembrano ritorcerglisi contro. Greg è un grande appassionato di videogiochi che sono l'unico ambito in cui eccelle, infatti non è molto sportivo e non è il massimo a scuola, prendendo spesso dei brutti voti e ritenendo che la scuola media sia la cosa più stupida mai inventata. Il suo migliore amico è il coetaneo Rowley Jefferson, ragazzino molto ingenuo, sensibile ed infantile proveniente da una famiglia molto ricca e per questi motivi Greg spesso si approfitta di lui per fargli fare quello che vuole (anche se Rowley, nonostante il suo carattere, finisce sempre per avere più successo di lui con le ragazze, cosa che lo infastidisce molto). Greg racconta le sue avventure giornaliere nel suo diario, che preferisce definire un "giornale di bordo" e riguardo al quale chiarisce che non bisogna aspettarsi nulla di sdolcinato come spesso succede con i diari.
Nel terzo libro si innamora di Holly Hills, che definisce la quarta ragazza più bella della classe (le prime tre sono già fidanzate), ma, dopo aver tentato senza successo di corteggiarla, la lascerà perdere quando lei lo scambierà per Fregley, un ragazzo molto strano che abita nel quartiere del protagonista. Nei film le cose vanno molto diversamente, con Greg e Holly che arrivano a diventare persino grandi amici.
Nel settimo libro mette gli occhi su Abigail Brown, che però prende in simpatia l'amico Rowley. Quest'ultimo e Abigail si fidanzeranno e saranno gli antagonisti principali dell'ottavo libro. Alla fine si viene a sapere che Abigail si è messa con Rowley solo per far ingelosire il suo fidanzato Michael Sampson e lo lascia. Rowley e Greg faranno pace e torneranno di nuovo amici.
Greg è costretto a subire fin dalla nascita i soprusi e gli scherzi del fratello maggiore Rodrick e non sopporta il fratello minore Manny, al quale pensava di poter fare tutti gli scherzi che Rodrick faceva a lui quando era piccolo (motivo per cui era molto felice quando ha saputo della sua nascita), ma non ha potuto in quanto Manny è sempre stato coccolato, viziato ed iperprotetto dai genitori. Il padre Frank si rivela spesso ingiusto con Greg e Rodrick perché deluso nelle sue aspettative, in quanto vorrebbe che i figli fossero sportivi o almeno che primeggiassero in qualcosa. La madre Susan, invece, gentile ma molto autoritaria, finisce per mettere sempre in imbarazzo i figli maggiori davanti ai loro compagni di scuola, vizia in modo vergognoso il figlio Manny e litiga spesso con il marito, spuntandola sempre tranne quando farebbe comodo a Greg.